# .sd
.sd è il dominio di primo livello nazionale assegnato al Sudan.
Originariamente amministrato da Sudan OnLine, nel 2002 la gestione è stata trasferita alla Sudan Internet Society.
Nel 2015 ICANN ha approvato il dominio internazionalizzato سودان (xn--mgbpl2fh).